# 동굴의 우화

구속되어 벽을 마주본 사람들은 그림자만을 봐 그것을 실체라고 믿어 버리고 있다.

동굴의 비유(영어: Allegory of the Cave 또는 Plato's Cave)는 이데아론을 설명하기 위해서, 고대 그리스의 철학자 플라톤이 생각한 비유이다. '국가' 제7권에서 상술된다.

## '국가' 제7권의 기술
(514A-515A) …… 지하의 동굴에 살고 있는 사람들을 상상해 보자. 빛으로 향한 동굴의 좁은 통로가 입구까지 달하고 있다. 사람들은 어릴 적부터 손과 발, 목이 속박되고 있어 움직이지도 못하고, 쭉 동굴의 안쪽을 보면서, 되돌아 보는 것도 할 수 없다. 입구의 아득한 위쪽에 불이 불타고 있고, 사람들을 뒤로부터 비추고 있다. 불과 사람들의 사이에 길이 있어, 길을 따라서 낮은 벽이 만들어져 있다. …… 벽을 따라서, 여러가지 종류의 도구, 나무나 돌 등으로 만들어진 인간이나 동물의 상이 벽 위에 옮겨져 간다. 옮겨 가는 사람들 속에는 소리를 내는 것도 있으며, 입 다물고 있는 것도 있다. ……

## 해설
동굴에 사는 속박된 사람들이 보고 있는 것은 '실체'의 '그림자'이지만, 그것을 실체라고 믿어 버리고 있다. '실체'를 옮겨 가는 사람들의 소리가 동굴의 안쪽에 반향하고, 이 믿음은 확신으로 바뀐다. 똑같이, 우리가 현실에 보고 있는 것은 이데아의 '그림자'에 지나지 않다고 플라톤은 생각한다.
즉, 세상 만물은 동굴 벽에 비친 그림자에 불과하고 동굴 밖에 실체가 존재하며 인간은 그 실체를 보아야 한다고 주장했다.

### 리처드 루이스 네틀쉽의 해석
네틀쉽은 동굴의 비유가 일반적 인간 안의 지적인 불능을 표현한다고 보았다.  이것은 철학자의 진리추구하는 지능과 일반인의 지능을 대조하기 위함이다.  

### A.S. 퍼거슨의 해석
퍼거슨은 이 비유에서 동굴은 인간의 본성을 유추하고 그것이 철학자의 것과 세상의 정치적 조건이 부패한 것을 대조하기 위한 것으로 해석하였다.  

### 한나 아렌트의 해석
아렌트는 이 비유의 정치적 해석을 옹호하면서 플라톤이 이 이론을 정치에 적용하기 원했다고 보았다.  

## 같이 보기
- 통 속의 뇌